# Adolf Ágai

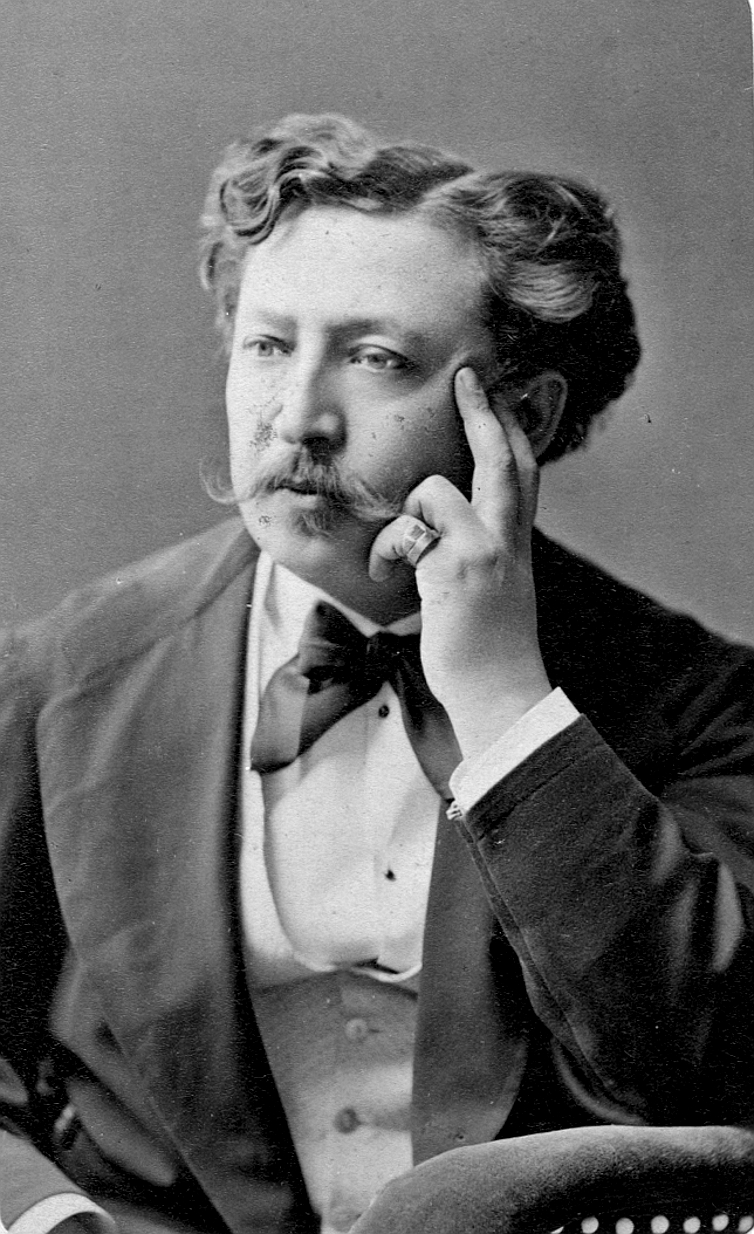
Adolf Ágai, 1876

Adolf Ágai (geb. Rosenzweig; * 31. März 1836 in Jánoshalma; † 16. September 1916 in Budapest) war ein ungarisch-jüdischer Autor und Journalist.

## Leben
Adolf Rosenzweig wurde in eine jiddischsprechende, jüdische Familie im ungarischen Jánoshalma hineingeboren. Sein Vater, Joseph Rosenzweig, emigrierte im Alter von dreizehn Jahren von Galizien nach Ungarn, wo er Medizin studierte, Arzt wurde und ein Buch über Asphyxie verfasste, welches schließlich dank finanzieller Hilfe des ungarischen Politikers Gábor Klauzál veröffentlicht wurde. Außerdem übersetzte er ungarische Literatur und Poesie ins Hebräische, darunter Szózat und Werke von Sándor Petőfi. 1848 nahm die Familie den ungarischen Nachnamen Ágai an.
Adolf Ágai wurde, wie sein Vater, zu einem Arzt ausgebildet, allerdings in Wien, und arbeitete schließlich in einem Krankenhaus in Budapest. Sein erstes literarisches Werk, ein Roman namens Antoinette, erschien 1854 im Rahmen einer Zeitungskolumne der Hölgyfutár. Für diese Zeitschrift sowie für die Vasárnapi Újság schrieb er Briefe aus Wien (von 1854 bis 1881) und steuerte gelegentlich Beiträge zu Wanderer, Gartenlaube und Fliegende Blätter bei. 1865 schrieb er unter dem Pseudonym „Porzó“ eine Serie geistreicher Feuilletons, die durch ihren Humor und ihr Pathos auffielen.
1868 wandte er sich von der Medizin ab, um sich auf das Schreiben und Bearbeiten zu konzentrieren. Von 1870 bis 1879 war er bei der Nagyvilág („Ungarn und die Welt“) redaktionell tätig. 1871 gründete er eine komische Wochenzeitung, Borsszem Jankó („Tom Thumb“), deren Herausgeber er bis 1900 war. Die humoristischen Charaktere, die er erschuf, waren in Ungarn sehr bekannt, insbesondere die jüdische Karikatur „Seifensteiner Salamon“. 1871 übernahm Ágai die Leitung der Kis Lap („Kleines Magazin“), die er für eine jugendliche Leserschaft gegründet hatte. Dort schrieb er wiederum unter dem Pseudonym „Forgó Bácsi“. Seine jährlichen Kalender, jeweils veröffentlicht unter den Namen der verschiedenen humoristischen Figuren seines Borsszem Jankó, wurden weithin gelesen. Ágai übersetzte deutsche und französische Bücher ins Ungarische. Er war ein Mitglied der Kisfaludy-Gesellschaft und der Ungarisch-Jüdischen Literaturgesellschaft.